# Lier (Norvegia)
Lier è un comune norvegese della contea di Buskerud.
Vi è nato lo sportivo Thorleif Haug.